# Jeanne Langevin-Godeby
Pour les articles homonymes, voir Langevin et Gosselin.
Jeanne Langevin-Godeby ou Jeanne Langevin-Gosselin, née le 20 janvier 1876 à Paris et morte le 3 avril 1972 à Saint-Maur-des-Fossés, est une peintre française.

## Biographie
Jeanne Charlotte Marie Godeby est la fille de Pierre Jean Godeby (1810-1877), forgeron et fabricant de voitures, et de Jeanne Marie Soulas (1837-1902). Son frère est le peintre Charles Léon Godeby.
Élève de Jean-Paul Laurens, de Jules Lefebvre et de Tony Robert-Fleury, elle expose au Salon à partir de 1902.
En 1904, elle obtient le prix Brizard et une mention honorable en 1905.
Elle vit au no 62 du boulevard de Clichy, quand elle épouse en 1908 le peintre Ferdinand Jules Albert Gosselin.
Elle meurt à l'âge de 96 ans à Saint-Maur-des-Fossés.

## Œuvres exposées aux Salons

### Salon des artistes français
- Ponte del Paradiso, au Salon de 1903
- L'Automne, à Versailles, au Salon de 1904[6]
- Bassin de l'Été ; Versailles, au Salon de 1905
- Bassin du Plafond ; grand Trianon, au Salon de 1906[7]
- Fin de journée aux environs de Rosporden (Finistère), au Salon de 1907[8]
- Coin de village ; le soir, au Salon de 1908
- Souvenir de Versailles, au Salon de 1911

### Salon de l'Union artistique de Toulouse
- Rio del Paradiso, Venise, au Salon de 1905
- Causerie, Venise, au Salon de 1905
- Vieux pont dans le Finistère, au Salon de 1906
- Porte de vieux palais, Venise, au Salon de 1907